# Francesc Serra i Dimas
Francesc Serra i Dimas (Barcelona, 1877-1967) fue un pintor, litógrafo y fotógrafo español.
Inició su carrera profesional como dibujante y litógrafo, hasta que incursionó en el terreno de la fotografía, donde aprendió de forma autodidacta. Se dedicó sobre todo a documentar el trabajo de los artistas de su época, realizando en 1903 una serie de reportajes de diversos artistas trabajando en sus talleres, que publicó en periódicos y revistas especializados en arte, como Destino y La Ilustració Catalana, y que recopiló en 1905 en el álbum Nuestros artistas.